# Cervelló
Cervelló est une commune espagnole de la province de Barcelone, en Catalogne, en Espagne, de la comarque de Baix Llobregat

## Géographie
Commune située dans l'Àrea Metropolitana de Barcelona